# Barthold Georg Niebuhr
Barthold Georg Niebuhr (27 de agosto de 1776 – 2 de janeiro de 1831) foi um historiador, estadista e banqueiro de origem alemã-dinamarquesa, estudioso da Roma Antiga na Alemanha, e um dos nomes centrais da formação da historiografia acadêmica moderna.

## Educação
Niebuhr nasceu em Copenhague, filho do geógrafo Carsten Niebuhr, que orientou seus primeiros estudos em casa, ensinando-lhe idiomas, história e literatura clássica. Desde cedo, Barthold demonstrou interesse pelos clássicos e dominava diversas línguas. Em 1794, ingressou na Universidade de Kiel, onde estudou direito e filosofia.
Durante seus anos em Kiel, estabeleceu uma relação próxima com Madame Hensler, viúva do genro de um dos professores da instituição. Também conheceu Amelie Behrens, irmã de Madame Hensler, com quem viria a se casar posteriormente.
Em 1796, deixou Kiel para atuar como secretário particular do conde Schimmelmann, então ministro das Finanças da Dinamarca. Dois anos depois, renunciou ao cargo e viajou ao Reino Unido, onde passou um ano em Edimburgo, estudando física e agricultura.
Niebuhr acreditava que apenas a observação concreta da vida cotidiana permitiria compreender adequadamente as estruturas políticas e sociais da Roma Antiga. Sem essa vivência, segundo ele, muitos aspectos da história romana permaneceriam obscuros.
Ao retornar à Dinamarca, em 1799, ingressou no serviço público. Em 1800, casou-se com Amalie Behrens (1773–1815) e passou a residir em Copenhague.
Em 1804, foi nomeado diretor-chefe do Banco Nacional da Dinamarca. Após o falecimento de sua esposa, casou-se, em 1816, com Margarete Henslen (1787–1831), com quem teve um filho, Marcus, e três filhas: Amalie, Lucia e Cornelia.

## Na Prússia
Em setembro de 1806, Niebuhr deixou seu cargo na Dinamarca para assumir uma função semelhante na Prússia. Atuou na área bancária, aproveitando sua experiência adquirida no Reino Unido, especialmente na Inglaterra e na Escócia.
Ao chegar à Prússia, o país estava às vésperas da Batalha de Jena–Auerstedt, que resultaria em derrota para as tropas prussianas. Niebuhr acompanhou o governo durante sua retirada até Königsberg, onde prestou serviços no comissariado militar. Mais tarde, teve atuação ainda mais relevante como comissário da dívida pública e por sua oposição a esquemas de tributação mal planejados.
Durante um breve período, atuou como enviado prussiano nos Países Baixos, onde tentou, sem sucesso, obter um empréstimo. No entanto, por se opor a figuras políticas influentes como Karl August von Hardenberg, não desempenhou funções significativas no governo. Em 1810, afastou-se temporariamente da vida pública e foi nomeado historiógrafo real e professor na Universidade de Berlim.
Em 1809, Niebuhr tornou-se membro correspondente de terceira classe do Instituto Real dos Países Baixos, atuando como membro residente no exterior.

## Trajetória acadêmica e carreira diplomática
Niebuhr iniciou sua carreira acadêmica com um curso sobre a história de Roma, que serviria de base para sua principal obra, Römische Geschichte (História Romana). A primeira edição, composta por dois volumes baseados em suas aulas, foi publicada entre 1811 e 1812. No entanto, a obra teve pouca repercussão à época, em parte devido à atenção voltada aos acontecimentos políticos contemporâneos.
Em 1810, enquanto lecionava na Universidade Humboldt de Berlim, abordava temas relacionados à economia e à organização política romanas, contribuindo para o espírito do Romantismo e para o renascimento do nacionalismo alemão após a derrota prussiana em Jena-Auerstedt. Ao mesmo tempo, sua obra dialogava com os valores clássicos do Iluminismo, refletidos em sua abordagem filológica, no rigor analítico e na atenção tanto aos princípios universais quanto às particularidades históricas.
Em 1813, Niebuhr interrompeu sua trajetória acadêmica para se engajar na mobilização alemã contra Napoleão Bonaparte. Alistou-se na Landwehr (milícia local) e tentou, sem sucesso, ingressar no exército regular. Nesse período, editou um jornal patriótico, o Prussian Correspondent, e integrou o quartel-general das forças aliadas, presenciando a batalha de Bautzen. Participou ainda de algumas missões diplomáticas. Em 1815, sofreu perdas pessoais com as mortes de seu pai e de sua esposa.
Em 1816, foi nomeado embaixador da Prússia junto à Santa Sé. Pouco antes de partir para Roma, casou-se com Margarete Henslen, sobrinha de sua falecida esposa. Durante a viagem, encontrou na biblioteca da catedral de Verona um manuscrito contendo as Institutiones de Gaio, um importante texto jurídico da Antiguidade até então considerado perdido. Inicialmente, pensou tratar-se de uma obra de Ulpiano e comunicou sua descoberta ao jurista Friedrich Carl von Savigny, que posteriormente editou o manuscrito.
Durante sua permanência em Roma, Niebuhr teve papel ativo nos estudos clássicos. Descobriu e publicou fragmentos de obras de Cícero e Tito Lívio, colaborou com o Cardeal Mai na edição do De Re Publica de Cícero e participou do projeto da obra Beschreibung Roms (“Descrição de Roma”), sobre a topografia da Roma Antiga, escrita por Christian Charles Josias Bunsen e Ernst Zacharias Platner, contribuindo com a redação de alguns capítulos.
Durante uma viagem de volta da Itália, Niebuhr identificou, em um palimpsesto da Abadia de São Galo, fragmentos de um poema de Flávio Merobaldo, autor latino do século V. No exercício de sua função diplomática, contribuiu para o estreitamento das relações entre a Prússia e a Santa Sé, simbolizado pela bula De salute animarum, emitida em 1821.
Em 1822, foi eleito membro honorário estrangeiro da Academia de Artes e Ciências dos Estados Unidos.

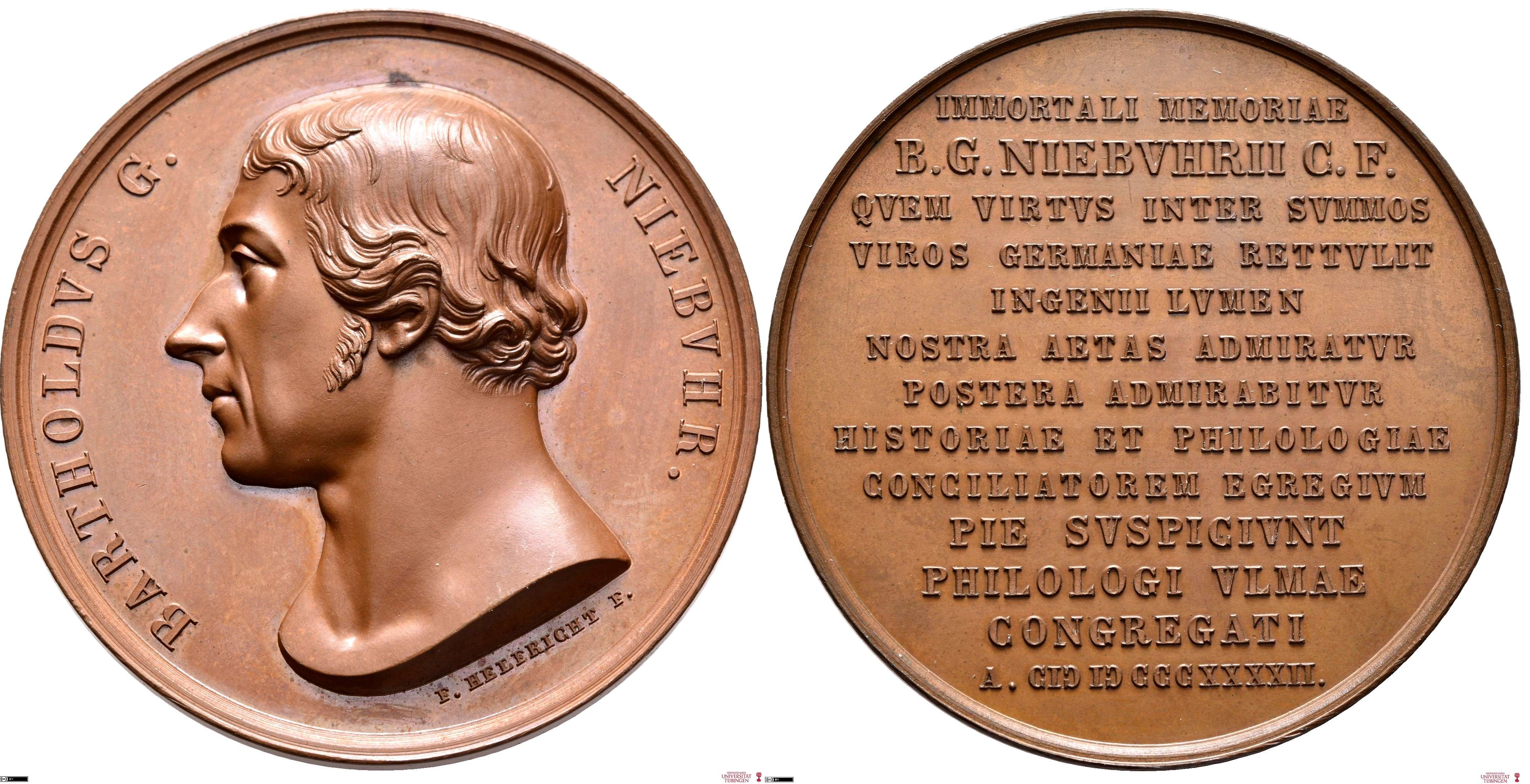
Medalha Barthold Georg Niebuhr, 1842

Em 1823, Niebuhr deixou o cargo diplomático e passou a residir em Bonn, onde permaneceu até o fim da vida, com breves períodos em Berlim, nos quais atuou como conselheiro de Estado. Em Bonn, revisou e republicou os dois primeiros volumes de sua Römische Geschichte (História Romana) (1827–1828) e escreveu um terceiro, que abrange os eventos até o fim da Primeira Guerra Púnica. Este último volume, acompanhado de um fragmento inacabado deixado por Niebuhr em 1831, foi publicado postumamente em 1832 por Johannes Classen.
Niebuhr também colaborou com August Immanuel Bekker na edição de autores bizantinos para a coleção Corpus Scriptorum Historiae Byzantinae, além de lecionar cursos sobre Antiguidade, etnografia, geografia e a Revolução Francesa.
Niebuhr faleceu em Bonn, aos 54 anos. Em 1842, uma medalha foi cunhada em sua homenagem, em reconhecimento à sua contribuição intelectual.

## Obras
A primeira edição da Römische Geschichte (História Romana) de Niebuhr foi traduzida para o inglês por F. A. Walter em 1827. Essa versão, no entanto, foi logo substituída por uma tradução da segunda edição, realizada por Julius Hare e Connop Thirlwall, e posteriormente completada por William Smith e Leonhard Schmitz. A edição definitiva dessa tradução foi publicada entre 1847 e 1851.
Entre outras obras, Niebuhr escreveu Griechische Heroengeschichte (“História dos Heróis Gregos”), publicada em 1842 e dedicada a seu filho Marcus. A obra alcançou sua 11ª edição em 1896. Também é autor de Geschichte des Zeitalters der Revolution (“História da Era das Revoluções”, 1845) e da coletânea Kleine historische und philologische Schriften (“Pequenos Escritos Históricos e Filológicos”), publicada entre 1828 e 1843. Suas palestras sobre história antiga também tiveram ampla difusão por meio de traduções para o inglês.